# Adèle Exarchopoulos
Adèle Exarchopoulos (Paris, 22 de novembro de 1993) é uma atriz francesa. Tornou-se mais conhecida em 2013 ao protagonizar o filme La vie d'Adèle pelo qual recebeu uma Palma de Ouro, sendo a pessoa mais jovem a ser galardoada com esse prêmio.

## Biografia
Adèle Exarchopoulos nasceu no 14º arrondissement de Paris, perto da Place des Fêtes, no dia 22 de novembro de 1993. Filha de um professor de violão e de uma enfermeira. Seu avô era grego. Aos nove anos seus pais a colocaram em aulas de teatro, por ser muito tímida. Ela teve aulas até 2005, quando estreou no cinema em um pequeno papel no filme Martha.

## Carreira
Em 2006 fez uma participação na série policial francesa R.I.S, police scientifique. Em 2007, aos treze anos, fez um dos papéis de destaque no filme de Jane Birkin, Boxes. Participou de filmes como Les Enfants de Timpelbatch (2008), La Rafle (2010), Tête de turc (2010), Chez Gino (2011), Carré blanc (2011), Des morceaux de moi (2012) e I Used to Be Darker (2013).
Até ter seu primeiro papel de destaque no filme francês La vie d'Adèle, onde estrelou ao lado da atriz Léa Seydoux; o que deu a ambas e ao diretor do filme, Abdellatif Kechiche, um Palma de Ouro no Festival de Cannes de 2013. Um feito inédito de dar a três artistas o prêmio concedido pelo presidente do júri deste ano Steven Spielberg. Ambas tornaram-se as únicas mulheres, além da diretora Jane Campion, a ganhar o prêmio na época; Exarchopoulos é a pessoa mais jovem a receber o prêmio. Ela recebeu elogios da crítica e seu desempenho foi citado como um dos melhores do ano. O crítico do Indiewire Eric Kohn afirmou acreditar que o desempenho de Exarchopoulos foi o melhor desempenho feminino de 2013. Seu desempenho foi elogiado por sua "crueza".
Exarchopoulos discutiu seu processo com o The New York Times, explicando: "Abdellatif tentou nos manter próximos da realidade. Ele nos pediu para brincar com nossas próprias emoções. Por exemplo, mantive minha própria voz. É muito sutil, muito delicado, as coisas que fazem parte de você e das coisas que fazem parte do seu caráter". Em março de 2014, ela cogitou interpretar Tiger Lily no Pan, mas perdeu para Rooney Mara. Ela então apareceu em The Last Face ao lado de Javier Bardem e Charlize Theron, dirigido por Sean Penn, que estreou na competição pela Palma de Ouro no Festival de Cinema de Cannes de 2016.
Ela interpreta Judith no filme dramático de época de 2015, Les Anarchistes. Ela também apareceu em Racer and the Jailbird, um filme do diretor belga Michaël R. Roskam, e Orpheline, um filme francês de Arnaud des Pallières em 2017. Em 2023, estrelou dois filmes: Voleuses, dirigido por Mélanie Laurent; e Passages, do diretor Ira Sachs. 

## Vida pessoal
Exarchopoulos e o ator Jérémie Laheurte começaram a namorar em 2012 durante as filmagens de La vie d'Adèle, mas terminaram o relacionamento em 2015. Ela e seu ex-parceiro, o rapper francês Mamadou Coulibaly, membro do grupo francês de hip hop L'entourage, tiveram um filho, nascido em 2017. Eles se separaram em 2021.

## Filmografia

### Filmes
| Ano  | Título                         | Papel             | Notas             |
| ---- | ------------------------------ | ----------------- | ----------------- |
| 2007 | Boxes                          | Lilli             |                   |
| 2008 | Les Enfants de Timpelbatch     | Marianne          |                   |
| 2010 | La Rafle                       | Anna Traube       |                   |
| 2010 | Tête de turc                   | Nina              |                   |
| 2011 | Chez Gino                      | Maria Roma        |                   |
| 2011 | Carré blanc                    | Marie (jovem)     |                   |
| 2012 | Des morceaux de moi            | Erell             |                   |
| 2013 | I Used to Be Darker            | Camille           |                   |
| 2013 | La vie d'Adèle                 | Adèle             | Protagonista      |
| 2014 | Qui vive                       | Jenny             | Elenco principal  |
| 2014 | Voyage vers la mère            | Marie Louise      |                   |
| 2015 | Les Anarchistes                | Judith Lorillard  |                   |
| 2016 | Éperdument                     | Anna Amari        | Protagonista      |
| 2016 | The last face                  | Ellen             |                   |
| 2016 | Orpheline                      | Sandra            |                   |
| 2017 | Le Fidèle                      | Bibi Delhany      | Elenco principal  |
| 2018 | The White Crown                | Clara Saint       |                   |
| 2019 | Sibyl                          | Margot Vasilis    | Co-protagonista   |
| 2019 | Revenir                        | Mona              |                   |
| 2020 | Mandibles                      | Agnès             |                   |
| 2020 | BAC Nord                       | Nora              |                   |
| 2021 | Rien à foutre                  | Casandre          |                   |
| 2022 | Les cinq diables               | Joanne Soler      |                   |
| 2022 | Fumer fait tousser             | Céline            |                   |
| 2023 | Passages                       | Agathe            | Protagonista      |
| 2023 | Je verrai toujours vos visages | Chloé Delarme     |                   |
| 2023 | Le Règne animal                | Julia             |                   |
| 2023 | Elemental                      | Ember Lumen (voz) | Dublagem francesa |
| 2023 | Un métier sérieux              | Meriem            |                   |
| 2023 | Voleuses                       | Alex              | Papel principal   |
| 2024 | Inside Out 2                   | Tédio (voz)       |                   |

### Televisão
| Ano  | Título                                     | Papel     | Notas                         |
| ---- | ------------------------------------------ | --------- | ----------------------------- |
| 2006 | R.I.S, police scientifique                 | Sarah     | 1 episódio                    |
| 2020 | La Flamme                                  | Soraya    | Papel principal (7 episódios) |
| 2022 | Le Flambeau, les aventuriers de Chupacabra | Soraya    | Papel principal (6 episódios) |
| 2023 | LOL: Qui rit, sort!                        | Ela mesma | 7 episódios                   |